# Herschelteleskopet
Herschelteleskopet, Herschel Space Observatory, är ett av ESA utvecklat rymdteleskop som i det infraröda spektrumet bland annat undersökte molekylmoln och nyfödda galaxer.
Teleskopet transporterades till Franska Guyana på ett Antonov An-124 fraktflygplan den 10 februari 2009. Uppskjutningen gjordes från Centre Spatial Guyanais i Kourou den 14 maj 2009 tillsammans med Planckteleskopet med hjälp av en Ariane 5-raket. Bägge teleskopen är placerade i jordens L2-punkt, 1,5 miljoner km från jorden i motsatt riktning av solen. Herschelteleskopet har en spegel med 3,5 m diameter, vilket är den hittills största som skickats upp i rymden.
Uppdraget har fått sitt namn efter William Herschel, som upptäckte det infraröda spektrumet.

## Instrumentering
Uppdraget arbetsnamn var Far Infrared and Sub-millimetre Telescope (FIRST), därför att det blir det första rymdteleskopet som täcker såväl det infraröda området som submillimeter-våglängdsbanden (60–670 µm).
Uppdraget involverade det första rymdobservatoriet som täckte hela det fjärrinfraröda och submillimeterbandet. Herschel var 3,5 meter bred och bar det största optiska teleskopet som någonsin skickats upp i rymden. Teleskopet var inte gjort av glas utan av sintrat kiselkarbid. Teleskopets spegel tillverkades av Boostec i Tarbes, Frankrike; slipades och polerades av Opteon Ltd. vid Tuorla-observatoriet i Finland; och belades med vakuumdeposition vid Calar Alto-observatoriet i Spanien.
Ljuset som reflekterades av spegeln fokuserades på tre instrument, vars detektorer hölls vid temperaturer under 2 K (−271 °C). Instrumenten kylde ner med över 2 300 liter flytande helium, som kokade bort i nästan vakuum vid en temperatur på ungefär 1,4 K (−272 °C). Heliumförsörjningen ombord på rymdfarkosten var en grundläggande begränsning för rymdobservatoriets operationella livslängd; det förväntades ursprungligen vara i drift i minst tre år.
Herschel bar tre detektorer:
PACS (Photodetecting Array Camera and Spectrometer)
En avbildande kamera och lågupplöst spektrometer som täckte våglängder från 55 till 210 mikrometer, designad och byggd av Max Planck-institutet för extraterrestrisk fysik. Spektrometern hade en spektral upplösning mellan R=1000 och R=5000 och kunde upptäcka signaler så svaga som −63 dB. Den fungerade som en integral fältspektrograf, som kombinerade rums- och spektralupplösning. Den avbildande kameran kunde avbilda samtidigt i två band (antingen 60–85/85–130 mikrometer och 130–210 mikrometer) med en detektionsgräns på några millijanskys.
SPIRE (Spectral and Photometric Imaging Receiver)
En avbildande kamera och lågupplöst spektrometer som täckte 194 till 672 mikrometer våglängd. Spektrometern hade en upplösning mellan R=40 och R=1000 vid en våglängd av 250 mikrometer och kunde avbilda punktkällor med ljusstyrkor runt 100 millijanskys (mJy) och utsträckta källor med ljusstyrkor runt 500 mJy. Den avbildande kameran hade tre band, centrerade vid 250, 350 och 500 mikrometer, med respektive 139, 88 och 43 pixlar. Den kunde upptäcka punktkällor med ljusstyrka över 2 mJy och mellan 4 och 9 mJy för utsträckta källor. En prototyp av SPIRE-avbildningskameran flög på den höghöjdsballongen BLAST. NASAs Jet Propulsion Laboratory i Pasadena, Kalifornien, utvecklade och byggde "spindelväv"-bolometrarna för detta instrument, vilket är 40 gånger känsligare än tidigare versioner. Herschel-SPIRE-instrumentet byggdes av ett internationellt konsortium bestående av mer än 18 institut från åtta länder, där Cardiff University var det ledande institutet.
HIFI (Heterodyne Instrument for the Far Infrared)
En heterodyn detektor som kunde elektroniskt separera strålning av olika våglängder, vilket ger en spektral upplösning så hög som R=107. Spektrometern drevs inom två våglängdsband, från 157 till 212 mikrometer och från 240 till 625 mikrometer. SRON Netherlands Institute for Space Research ledde hela processen med att designa, konstruera och testa HIFI. HIFI Instrument Control Center, även under ledning av SRON, var ansvarigt för att skaffa och analysera data.

## Vetenskapligt uppdrag
Herscheltelesopet samlade ljus såväl från objekt i solsystemet som från Vintergatan i övrigt liksom från miljarder ljusår avlägsna extragalaktiska objekt. Teleskopet används för fyra primära undersökningsområden inom den infraröda astronomin:
- Galaxbildning i det tidiga universum.
- Stjärnbildning och dess växelverkan med det interstellära mediet.
- Kemisk sammansättning hos himlakroppars atmosfärer och ytor på solsystemets kroppar, såsom planeter, kometer och månar.
- Molekylkemi i universum.